# Karl Georg Saebisch
Karl Georg Saebisch (* 22. September 1903 in Neiße, Landkreis Neisse, Provinz Schlesien; † 21. Juli 1984 in Attendorn, Sauerland) war ein deutschsprachiger Theater-, Film- und Fernsehdarsteller, der auch im Rundfunk durch Hörspiele und  Synchronarbeiten bei Spielfilmen bekannt geworden ist.

## Leben
Nach seiner Schauspielausbildung war Saebisch 1929–1938 am Oberschlesischen Landestheater in Beuthen O.S. engagiert. Danach war er (auch als Spielleiter) ein Jahr am Stadttheater Memel. Ab August 1939 gehörte er zum Ensemble des Stadttheaters Bremerhaven. Von 1945 bis 1951 war er dessen erster Nachkriegsintendant. Er führte das Theater durch die schweren Anfangsjahre und machte die Ausweichspielstätte im Leher Bürgerhaus zum Mittelpunkt einer lebendigen kulturellen Szene, die Neues suchte. Energisch betrieb er 1947 die Angliederung der 1938 eingestellten Opernsparte. Als großer Charakterdarsteller stand er am liebsten selbst auf der Bühne, nicht nur bei Shakespeare, Goethe, Schiller und Lessing, sondern auch besonders gern bei seinen Bühnenfavoriten Gerhart Hauptmann und Carl Zuckmayer. Nach seinem Weggang aus Bremerhaven gehörte er in den 1950er und 1960er Jahren auf bundesdeutschen Bühnen und im Fernsehen (Der Richter und sein Henker) zu den profiliertesten deutschen Schauspielern. Auf die Bühne des Bremerhavener Stadttheaters kehrte er, begeistert gefeiert, mehrfach als Gast zurück. Er spielte die Hauptrollen in Nathan der Weise (1962) und Tod eines Handlungsreisenden (1968). Als das Stadttheater 1967 sein 100-jähriges Bestehen feierte, hielt er die Festrede. Bei derselben Gelegenheit wurde Saebisch am 8. Oktober 1967 vom Magistrat der Stadt Bremerhaven zum Ehrenmitglied des Stadttheaters ernannt. Im 81. Lebensjahr gestorben, wurde er auf dem Waldfriedhof in Attendorn beerdigt.

## Filmografie
- 1955: Der letzte Mann
- 1957: Der Richter und sein Henker
- 1959: Mein Freund Harvey
- 1959: Der Mann, der sich verkaufte
- 1960: Der rote Kreis
- 1960: Die Bande des Schreckens
- 1960: Stahlnetz: Verbrannte Spuren
- 1961: Der Mann von drüben
- 1962: Der Schlaf der Gerechten
- 1962: Affäre Blum (Fernsehfilm)
- 1962: Die Feuertreppe (Fernsehfilm)
- 1962: Wer einmal aus dem Blechnapf fraß
- 1963: Dantons Tod
- 1963: Freunde wie Wölfe (Fernsehfilm)
- 1963: Die zwölf Geschworenen
- 1964: Nebelmörder
- 1964: Das Kriminalmuseum – Der Fahrplan
- 1964: Die fünfte Kolonne – Treffpunkt Wien
- 1965: Die fünfte Kolonne – Ein Mann namens Pavlow
- 1965: Oberst Wennerström (TV-Zweiteiler)
- 1966: Der Fall Jeanne d’Arc
- 1966: Der Fall Rouger
- 1967: Ein Fremder klopft an
- 1968: Spedition Marcus
- 1970: Tanker
- 1971: Chopin-Express
- 1971: Ein Mordanschlag
- 1974: Krankensaal 6
- 1974: Der kleine Doktor: Voodoo oder die Rache der Schamanen